# 陳嘉振
陳 嘉振（ちん かしん、1980年 - ）は台湾の推理作家。台湾推理作家協会会員。

## 略歴
2006年、台湾の推理小説誌『推理雑誌』に長編『布袋戲殺人事件』を連載してデビューした。同作は台湾の民間芸能の1つである布袋戯（ほていげき）をテーマに据えた本格ミステリだった。続いて長編第2作の『矮霊祭殺人事件』（2009年）では、台湾の先住民族サイシャットの祭り「矮霊祭」（zh）を扱うなど、台湾の文化と本格推理とを積極的に組み合わせた作品を生み出している。
2007年には、第1回台湾推理作家協会賞（2003年）に投じた短編「染血的街景」が『推理雑誌』に掲載された。
自身の推理小説の創作理念を「相信台湾，堅持本格」（台湾を信じ、本格を堅持する）という言葉で表現している。
インターネットサイト「台湾推理夢工廠」と「謎思推理報」でも不定期に短編小説や推理クイズを発表している。

## 作品リスト
単行本
- 布袋戲殺人事件 （小知堂文化事業有限公司、2006年9月）ISBN 957450509X
- 矮霊祭殺人事件 （超邁文化、2009年5月）ISBN 9789868461949
- 設計殺人 （皇冠文化出版、2011年9月）ISBN 9789573328346

アンソロジー収録短編
- 染血的傀儡 （『台湾推理作家協会作選1』、2008年3月）